# ムジャッダラ
ムジャッダラ（アラビア語: مُجَدَّرَة, mujaddara / mujaddarah　英語ではmajadra、mejadra、moujadara、mudardaraまたはmegadarraと表記される）は、レンズマメおよび脱穀した穀物（一般的にはコメ）を炊き込み、フライドオニオンを加えて作られる料理である。ムジャッダラは、パレスチナ人そしてアラブ人の究極のコンフォート・フードと考えられている。
シンプルな材料と簡素な料理法でありながらも、バランスよく炭水化物、タンパク質、食物繊維を摂取出来る上、動物性食品を使用しなくてもよいことから中東地域外のベジタリアンやヴィーガンの間でも人気が高くなってきている。

## 名称および起源
ムジャッダラは、アラビア語で「天然痘にかかった、（天然痘にかかったせいで顔に）あばたのある」という意味であり、コメの間にレンズマメが混ざっている様子をたとえたもの。
由来については複数の説があるが、「とある美しい女子が天然痘にかかり、母親は彼女のためにこの料理を作ってやった。そこに隣人が来て娘の容態を聞くつもりで"彼女はどうしたの？"と尋ねたが、母親は作った料理の名前を聞かれたと勘違いし"ムジャッダラよ（天然痘にかかってしまったのよ）"と答えた。隣人は"天然痘にかかった、あばた顔"という名前の料理だと受け取りそれが広まった」というストーリーなどが語られている。
記録されているムジャッダラの最古のレシピは、1226年にアル＝バグダーディーによりイラクにおいて編纂された料理書である『キターブ・アッ＝タビーフ（كتاب الطبيخ、Kitāb al-Ṭabīḫ 、料理の書の意）』に記載されたものである。このレシピは、コメ、レンズマメおよび肉を用いるもので、儀式の際に提供されるものであった。
肉を用いないものは、一般に貧しい者らが食していたアラブ料理であり、旧約聖書においてヤコブがエサウから長子の権利を譲り受けるのと引き換えに渡した「レンズ豆のあつもの」はムジャッダラを指すといわれている。ムジャッダラの食生活上の重要性は、マシュリク（東アラブ）のことわざに「空腹のあまりムジャッダラ一皿のために魂を売り渡す」というものがあるほどである。

## バリエーション
レンズマメを炊いたものは、中東全域において非常に一般的であり、様々な料理のベースに用いられる。ムジャッダラはアラブ地域全域において一般的な料理であり、別名「茶レンズ豆」と呼ばれる茶色か緑色の表皮付きレンズマメとコメを素材に用い、クミン、コリアンダーまたはミントにより風味づけを施している。フライドオニオンが振りかけられ、野菜その他の副菜（温菜・冷菜いずれの場合もある）とともに供されるが、とりわけヨーグルトが添えられるのが通例である。ヨーグルトはプレーンなままか、キュウリの霰切りと刻んだミントを混ぜ合わせたもの使われる。
パレスチナでは、コメの代わりにしばしばブルグル（茹でて乾燥させ砕いたコムギ）が用いられる。コメを用いたムジャッダラと区別して、ブルグルを用いたものはムジャッダレットブルグル（M'jaddaret-Burghul）と呼ばれる。また、ヒヨコマメ、マフトゥール（مفتول）と呼ばれる大粒のクスクス、または中東の伝統的な穀物フリーカも代わりの材料として使われることもある。ムジャッダラと呼ばれる料理は、月に何度かは家庭の食卓に上る。オリーブ・オイルおよび薄切りのタマネギとともに調理され、ナーブルスで伝統的に作られてきた羊乳のラバン・ナアジャ（لبن نعجة、Laban N'aj）と呼ばれるプレーンヨーグルトとグリーンサラダを添えて供される。パレスチナでは、ムジャッダラで客人をもてなすことはまずない。

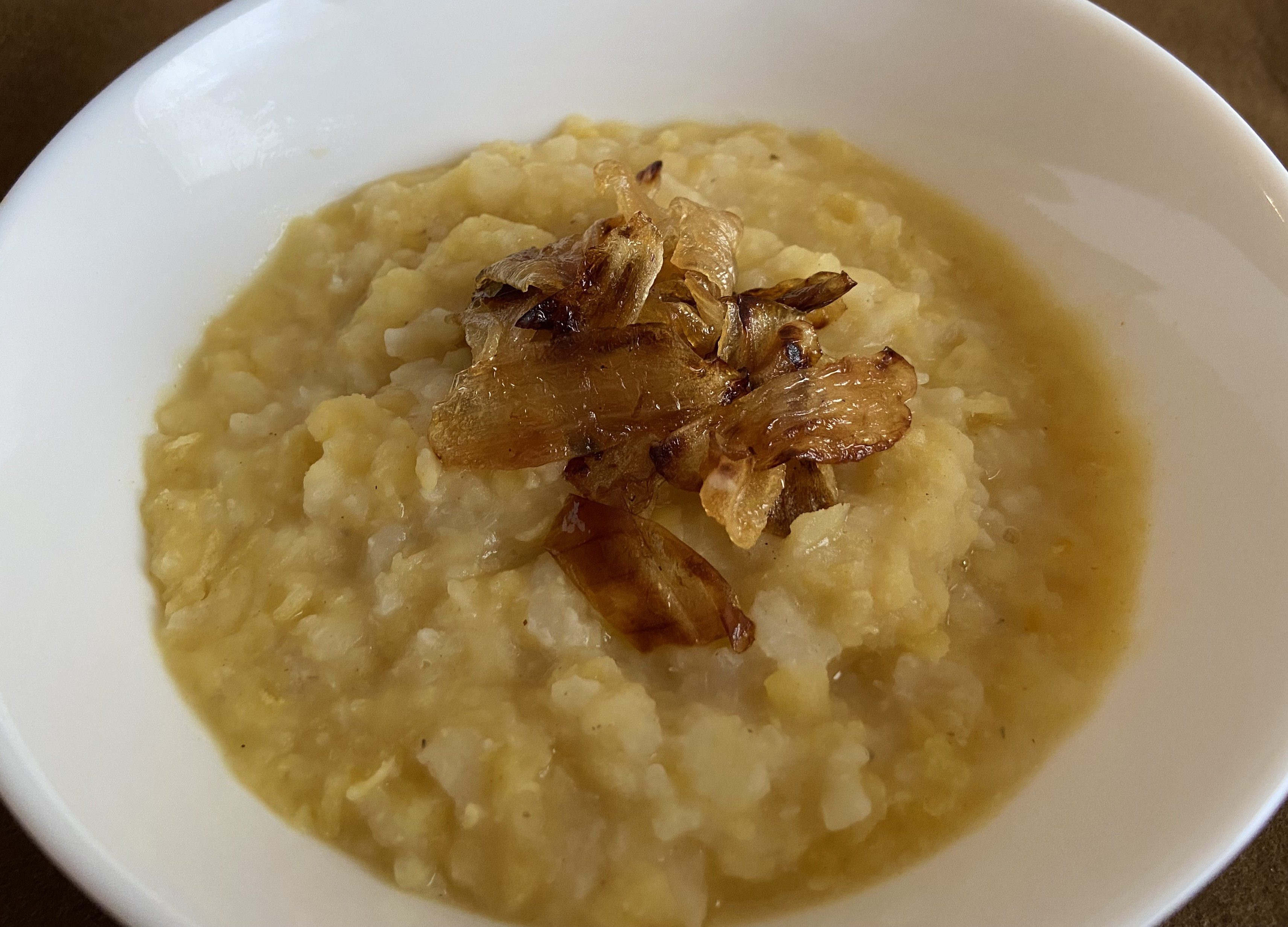
赤レンズ豆を使った粥状のムジャッダラ・サフラ

レバノンでは、ムジャッダラは濾してピュレ状になったものを指しており、穀物とレンズマメの粒が残り区別できるような形になっているものはムダルダラ（مدردرة）と呼ばれる。ムジャッダラもムダルダラもともに、飴色に揚げたタマネギをトッピングして、ヨーグルトとともに供される。通常皮付きの茶レンズ豆とコメが使われるが、レバノン南部では煮崩れしやすい表皮を剥いた黄色いレンズマメとコメを用いて粥状に仕上げたムジャッダラ・サフラや、レバノン北部では地元固有のloubiyieh jordiehという赤インゲンマメとブルグルを用いるムジャッダレットルビアなどがあり、どのようなムジャッダラを食しているかで出身地がわかると言われている。
アラブ人キリスト教徒は、伝統的に、レントの期間にムジャッダラを食してきた。ムジャッダラはミズラヒム、とりわけシリアおよびエジプトにバックグラウンドを有するユダヤ人の間でも一般的な料理である。こうしたユダヤ人の間では、ムジャッダラはコムギよりもコメを用いて作られ、「エサウの好物」という名前で呼ばれることがある。こうしたユダヤ人は伝統的にムジャッダラを週に2回、温かいものを木曜日の夜に、冷たいものを日曜日にそれぞれ食してきた。 

## 類似の料理
エジプト料理では、レンズマメ、コメ、マカロニ、トマトソースを合わせた料理としてコシャリがある。
インド料理では、レンズ豆をコメと炊き合わせたものとしてキチュリがある。
イラン料理では、コメとレンズマメを用いた類似の料理をアダスポロと呼んでいる。
キプロス料理のfakes moutzentraもコメとレンズマメを用いており、ムジャッダラに非常に近い料理である。ギリシア語ではfakesはレンズマメを指す。
ギリシャ料理にはコメとレンズマメを用いたFakorizoという料理がある